# Muzio Scevola (opera)
Muzio Scevola ("Mucius Scaevola", HWV 13) è un'opera seria in tre atti ispirata a Gaio Muzio Scevola. Il libretto in italiano era di Paolo Antonio Rolli, tratto da un testo di Silvio Stampiglia. La musica del primo atto fu composta da Filippo Amadei (a volte il cognome si trova scritto come Mattei), il secondo atto da Giovanni Bononcini, ed il terzo atto da Georg Friedrich Händel. La collaborazione fra più compositori era comune nel XVIII secolo, anche se questa è l'unica avvenuta a Londra. Bononcini aveva scritto la musica per due sue precedenti composizioni su questa storia, lavori datati dal 1695 ed il 1710.

## Storia delle esecuzioni

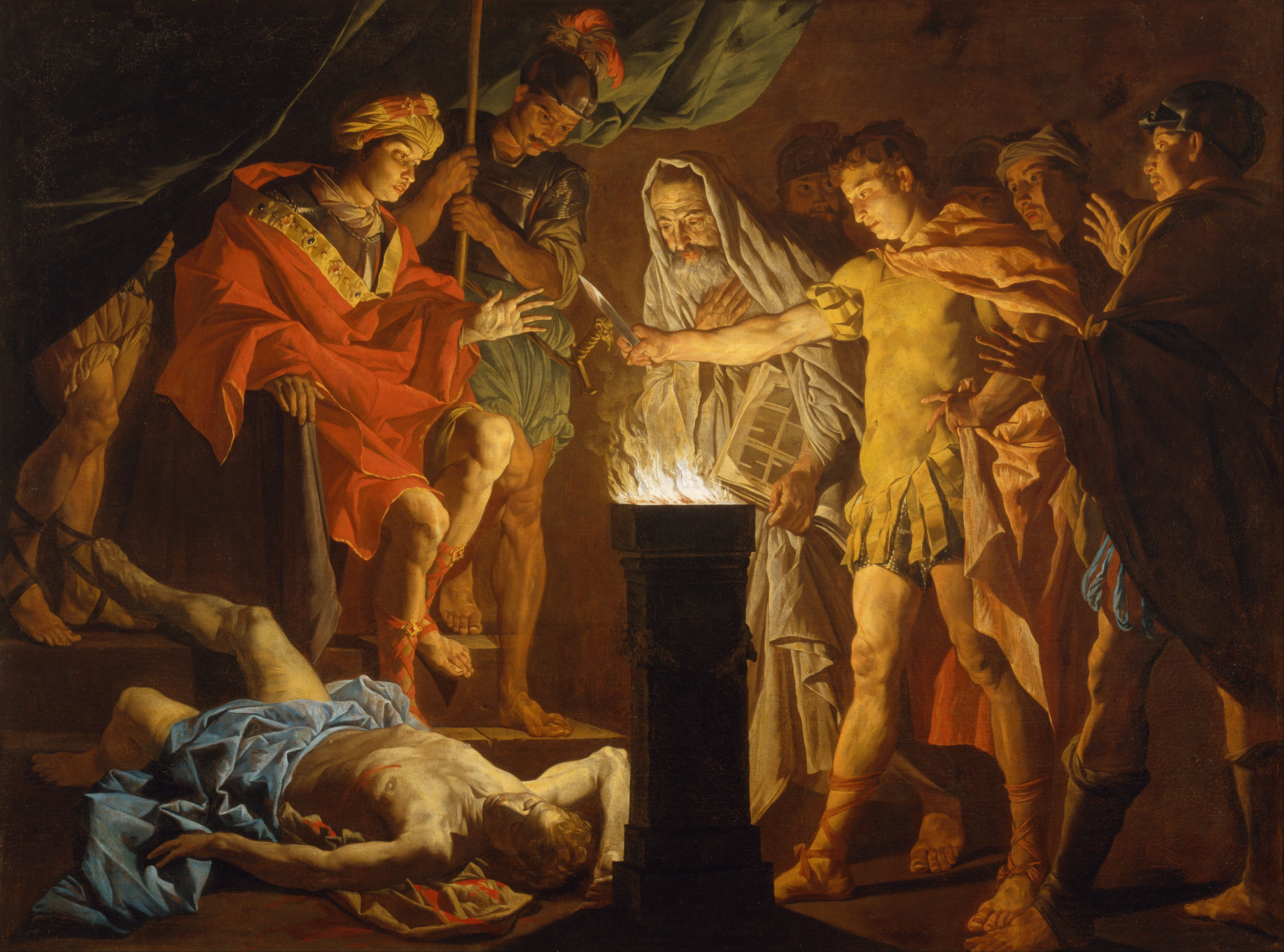
Muzio Scevola in presenza di Porsenna

La prima dell'opera fu al King's Theatre a Londra, il 15 aprile 1721. Handel rivisitò il lavoro il 7 novembre 1722 quando ricevette altre cinque esecuzioni da fare. Fu eseguita anche ad Amburgo. La prima esecuzione moderna avvenne ad Essen nel 1928. L'opera oggi viene eseguita occasionalmente come concerto ed anche messa in scena. Tra gli altri spettacoli, è stata nel programma del Festival di Lucerna del 2008.

## Ruoli

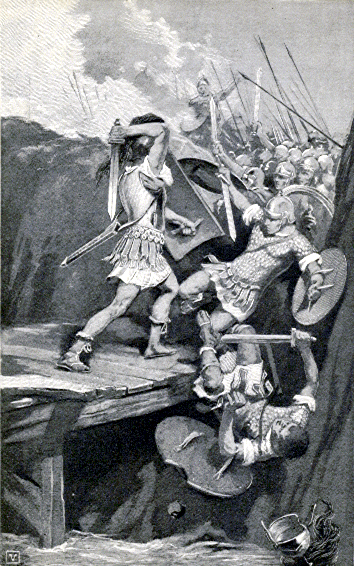
Orazio al Ponte Sublicio

| Ruolo                         | Tipo voce               | Cast della Prima, 15 aprile 1721 (Direttore:) |
| ----------------------------- | ----------------------- | --------------------------------------------- |
| Fidalma                       | soprano                 | Maria Maddalena Salvai                        |
| Clelia (Cloelia)              | soprano                 | Margherita Durastanti                         |
| Tarquinio (Lucius Tarquinius) | soprano ("en travesti") | Caterina Galerati                             |
| Irene, figlia di Porsena      | contralto               | Anastasia Robinson                            |
| Orazio (Orazio Coclite)       | soprano castrato        | Matteo Berselli                               |
| Muzio Scevola                 | contralto castrato      | Francesco Bernardi "Senesino"                 |
| Porsenna, Re d'Etruria        | basso                   | Giuseppe Maria Boschi                         |

## Trama
LuogoRoma
Periodocirca 509 a.C.

### Atto 1
Il tiranno Tarquinio è stato da poco deposto dal trono di Roma per i suoi molti abusi di potere e si è alleato con il re Porsenna del regno confinante di Etruria. Insieme hanno marciato su Roma con i loro eserciti e stanno attaccando la città per ripristinare Tarquinio come Re di Roma. Il Re Porsenna, di buon carattere e fiducioso, è stato ingannato da Tarquinio e non vede con quale mascalzone si è alleato; infatti Porsenna ha anche promesso sua figlia, la principessa Irene, in sposa a Tarquinio. Irene non ha alcun interesse a sposare Tarquinio e d'altra parte è segretamente innamorata di giovane romano ufficiale dell'esercito Orazio e lui di lei. Irene consiglia Orazio di combattere contro il padre e Tarquinio e cercare di fermare il despota che sta per essere rimesso sul trono.
Al Ponte Sublicio a Roma, Orazio combatte da solo contro un numero molto più alto di invasori Etruschi e poi, ferito e sentendo venir meno le forze, dà fuoco al ponte, salta nel Tevere e nuota fino a terra, salvando Roma e venendo acclamato come un eroe.

### Atto 2
Il giovane soldato romano Muzio è ansioso di dimostrare che anche lui ha il coraggio di rischiare la vita per il suo paese. La sua fidanzata è Clelia, bella e altrettanto valorosa, al servizio del suo paese. Muzio si traveste da etrusco e ruba nel campo nemico, determinato ad assassinare Re Porsenna. Quando appare il re su una piattaforma con altri dignitari a fare un discorso alle sue truppe, Muzio non riconosce il re e uccide la persona sbagliata. Porsenna lo arresta e lo interroga. Muzio proclama con orgoglio che è pronto a morire come lo era ad uccidere e che dolore fisico non significa nulla per lui. A dimostrazione di ciò infila la mano destra nel fuoco di un altare sacrificale e la tiene lì, guadagnandosi il cognome di "Scevola" (mancino) per sé e per i suoi discendenti. Porsenna è così impressionato per il coraggio del giovane che lo rilascia senza punirlo.
Clelia non è contenta di lasciare tutti i combattimenti agli uomini, ma porta le truppe in battaglia lei stessa. Porsenna la prende come prigioniera ed è colpito dalla sua bellezza e spirito combattivo.

### Atto 3
Porsenna offre di firmare una tregua con Roma se la sua bella prigioniera Clelia sarà la sua nuova regina. Lei esita ma lo respinge e riesce a sfuggire al suo campo, si getta nel Tevere, e nuota attraverso il fiume alla salvezza. Tarquinio viene sconfitto in battaglia da Orazio.

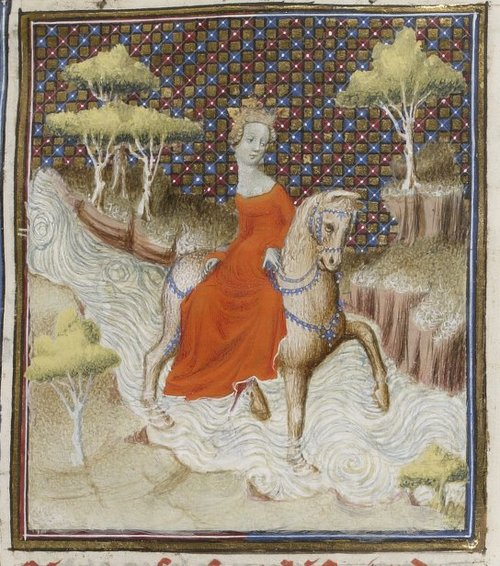
Clelia attraversa il Tevere, manoscritto Francese del XV secolo

Porsenna è in un primo momento furioso per la fuga di Clelia, ma quando scopre finalmente la verità sulla malvagità di Tarquinio, decide di firmare una tregua con Roma. Al Campidoglio, Porsenna riconosce che Muzio e Clelia si amano veramente l'un l'altra e rinuncia a lei in modo che possano sposarsi. Anche sua figlia Irene sposerà l'uomo del suo cuore, l'eroe Orazio, che Porsenna designa come suo erede. Tutti celebrano il buon esito degli eventi.

## Contesto e analisi

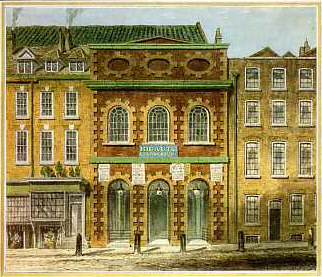
Il King's Theatre, Londra, dove è stata eseguita la prima di Muzio Scevola

Händel di origine tedesca, dopo aver trascorso un po' della sua carriera giovanile componendo opere e altri pezzi in Italia, si stabilì a Londra, dove nel 1711 aveva portato l'opera italiana per la prima volta con la sua opera Rinaldo. Un grande successo, Rinaldo provocò una mania a Londra per l'opera seria italiana, una forma concentrata prevalentemente sulle arie solistiche per le star, i virtuosi del bel canto. Nel 1719, Händel fu nominato Maestro di cappella di un'organizzazione chiamata Accademia Reale di musica (nulla a che vedere con il Conservatorio di Londra del giorno d'oggi), una società sotto il patronato della casa reale per la produzione di opere italiane a Londra. Händel non doveva solo comporre opere per la compagnia, ma assumere i cantanti più rinomati, supervisionare l'orchestra e i musicisti e adattare le opere provenienti dall'Italia per le esecuzioni di Londra.
Handel non era l'unico compositore a scrivere opere per l'Accademia però. Il compositore italiano Giovanni Bononcini era anche stato residente a Londra e aveva composto opere per l'Accademia dal 1719 ed alcuni appassionati di musica preferivano il suo stile italiano più leggero con melodie dirette, alla musica più pesante di Händel. La rivalità tra coloro che sostenevano l'uno rispetto all'altro compositore ha ispirato una canzone satirica da John Byrom:
Secondo il primo biografo di Handel John Mainwaring, per trarre un vantaggio da questa rivalità, che non era tra i compositori ma i loro "fan", l'Accademia decise di che entrambi scrivessero un atto ciascuno di un'opera, con il terzo compositore dell'Accademia Filippo Amadei che provvedeva a comporre il terzo atto. Tali sforzi di collaborazione nella composizione dell'opera erano abbastanza usuali in Italia, all'epoca, ma Muzio Scevola fu l'unica in Inghilterra ad essere composta in questo modo. Si ritiene generalmente che Händel abbia "vinto" questa "gara" per il  giudizio della maggior parte dei membri del pubblico la sua musica era molto più elevata rispetto agli altri.
Il terzo atto di Händel è scritto per due oboi, fagotto, due trombe, due corni, archi e gli strumenti del basso continuo: violoncello, liuto, clavicembalo.

## Edizioni
- Newport Classic NPD 85540/260125, registrazione 1991: D'Anna Fortunato (Muzio), Julianne Baird (Clelia), John Ostendorf (Porsena), Jennifer Lane (Irene), Andrea Matthews (Fidalma), Erie Mills (Orazio), Frederick Urrey (Tarquinio) Brewer Baroque Chamber Orchestra; direttore Rudolph Palmer [9]